# Ivan Radoš
Ivan Radoš (Zagabria, 21 febbraio 1984) è un ex calciatore croato, di ruolo portiere.